# Golf Club BurgGolf Gendersteyn Veldhoven
Golfpark Gendersteyn Veldhoven is een golfclub in Veldhoven, opgericht in 1994.
In 2004 was Gendersteyn de zevende baan die zich bij BurgGolf aansloot. De leden speelden op de baan van BurgGolf Gendersteyn Veldhoven, een van de zes BurgGolf banen in Nederland. Later in 2025, is het golfpark uit Veldhoven over genomen door de Hollandsche Golfclub.
De baan heeft 25 holes (origineel 27), die ontworpen werden door golfbaanarchitect Alan Rijks. Het landschap is heuvelachtig en bebost. De greens zijn ruim, maar de bunkers ernaast ook.